# 鮑德溫街
鮑德溫街是位於紐西蘭但尼丁的一條街道，2020年經上訴得直後獲得吉尼斯世界纪录大全認證為世界最陡的街道。位於市中心東北方3.5公，屬於但尼丁東北山谷區（North East Valley）。
鮑德溫街是一條短而直的街道，總長約350（1,150英尺）。街道始於琳賽溪（Lindsay Creek）的山谷，向東沿著訊號山（Signal Hill）而上。街道斜度最低的200（660英尺）段的表面是瀝青 ，因為其坡度普通。而這條死較高的一段因為坡度陡得多，所以其表面是混凝土。由於坡度實在太陡，擔心冬天道路結霜造成行車安全問題，原本坡底街道斜度最低的200公尺段的表面還是柏油路的鮑德溫街，爬到一半就變成水泥道路，以免天氣太熱的時候，融化的柏油最後一路流下斜坡去，另外也方便冬天除霜時的安全。鮑德溫街最陡處的坡度約1:2.86（19°或35%），即每走2.86米，高度就提升1米。街道開端的海拔約為 30（98英尺），而街道終端的海拔為 100（330英尺）。
街道是以奧塔哥議員和新聞報紙創辦人威廉·鮑德溫命名。

## 街的起源
此街並非是故意設計成這麼陡峭的。在但尼丁，以至整個紐西蘭，很多街道的規劃都是統一地以格子狀佈置，而不考慮實際的地形。這是因為街道的規劃是由遠在倫敦的計畫者負責。因此，鮑德溫街才會被建成這麼陡峭。其實，紐西蘭不少街道都較為陡峭，如位於鮑德溫街以南的達門尼街（Dalmeny Street）。該街道同樣以混凝土作為路表，且同樣非常陡峭。另外，鮑德溫街其實是由鮑德溫街、考爾德街（Calder Avenue）與阿諾德街（Arnold Street）（這兩條街的上段是鮑德溫街最陡處，也同樣已被廢除）連接起來而成。

## 相關事件

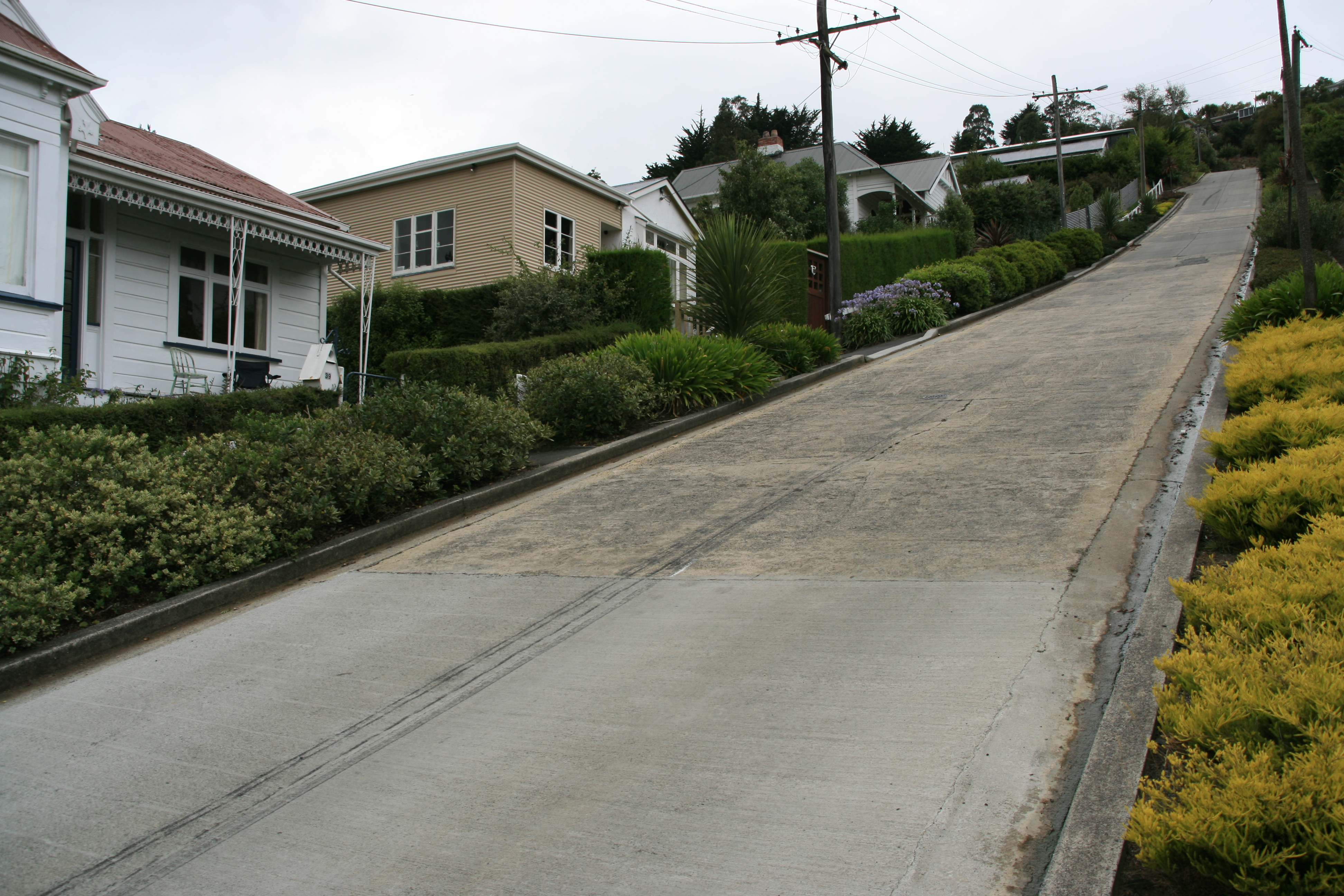
鮑德溫街。

自1988年起的每年夏天（通常在2月），競跑比賽「鮑德溫街大挑戰」（Baldwin Street Gutbuster）都會在這條街道的舉行。這個可以同時鍛煉體能和平衡感的活動，是要運動員們從街腳跑到最高處再跑回來，此活動每年吸引了高達1000名的選手參與競賽。其最快紀錄為於1988年刷下的1分56秒。
自2002年起，此地在7月更增加了一個慈善活動，超過10,000個球形的巧克力糖（Jaffas）會從最高處滾落，每一顆巧克力糖皆由一個人贊助，得勝者可獲得獎品，籌得的資金則捐給慈善機構。
於2001年，一名19歲的奧塔哥大學女學生和另一名學生坐在一個有輪的垃圾桶內滑下這條街道，桶子與一台停放的掛車相撞，造成一人立即死亡，另一名頭部重傷。
於2009年11月，三名男子因在鮑德溫街上坐在由一輛車拖曳的冷藏箱中，而被控行為不檢及危險駕駛。
於2010年1月2日，卡德羅納特技演員伊恩·索恩斯駕駛著一輛摩托車由鮑德溫街最高端往下走至最低端，期間摩托車只有單輪著地。

## 爭議
此街世界第一陡的名聲曾引起一些爭議，因送交吉尼斯世界纪录大全的原始申請函上出現了一個印刷上的錯誤，函上聲稱最大的坡度為1:1.266（38°或者79%），但在如此極端的坡度下將不可能行走，1:1.266應為1:2.66的筆誤，而後者其實只是比目前接受的1:2.86稍微陡斜，又或者這個錯誤可能是因為度數和百分比搞亂了，即把38%誤寫為38°。
雖然如此，金氏官方曾經以35%的坡度肯定了鮑德溫街為世界上最陡的街道。
儘管鮑德溫街已獲金氏官方承認為世界上最陡的街道，但不少城市亦宣稱其街道是世界上最陡的。例如匹茲堡市的廣東街（Canton Avenue），其非金氏官方的坡度測量是37%。但是，其坡度為37%的一段僅長6.5米。
其他著名陡斜的街道還有洛杉磯高地公園區的埃爾德雷德街（Eldred Street），洛杉磯3條坡度介乎32%至33.3%之間的街道之一。另外，在舊金山的榛樹街（Filbert Street）和第22大道（22nd Street）亦聲稱其最大的坡度為31.5%（大約17°）。加拿大希庫蒂米科特聖昂熱街（Côte St-Ange）的坡度也有33%（18°）。舊金山的數條街道也擁有一定的坡度，其中包括布拉德福德街，該街道的其中一段擁有達39%至40%的坡度。除此以外，夏威夷島上的懷皮奧谷路（Waipio Valley Road）雖然總長1公里，但其平均坡度高達25%。

## 相片

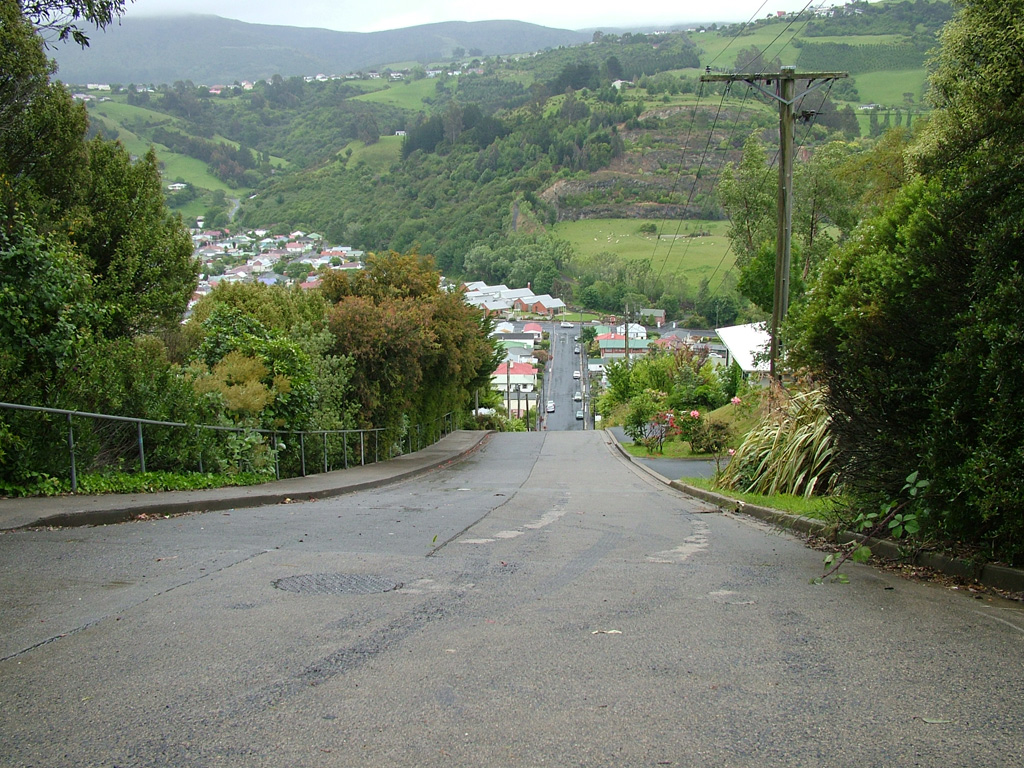
從街道最高處向下望。
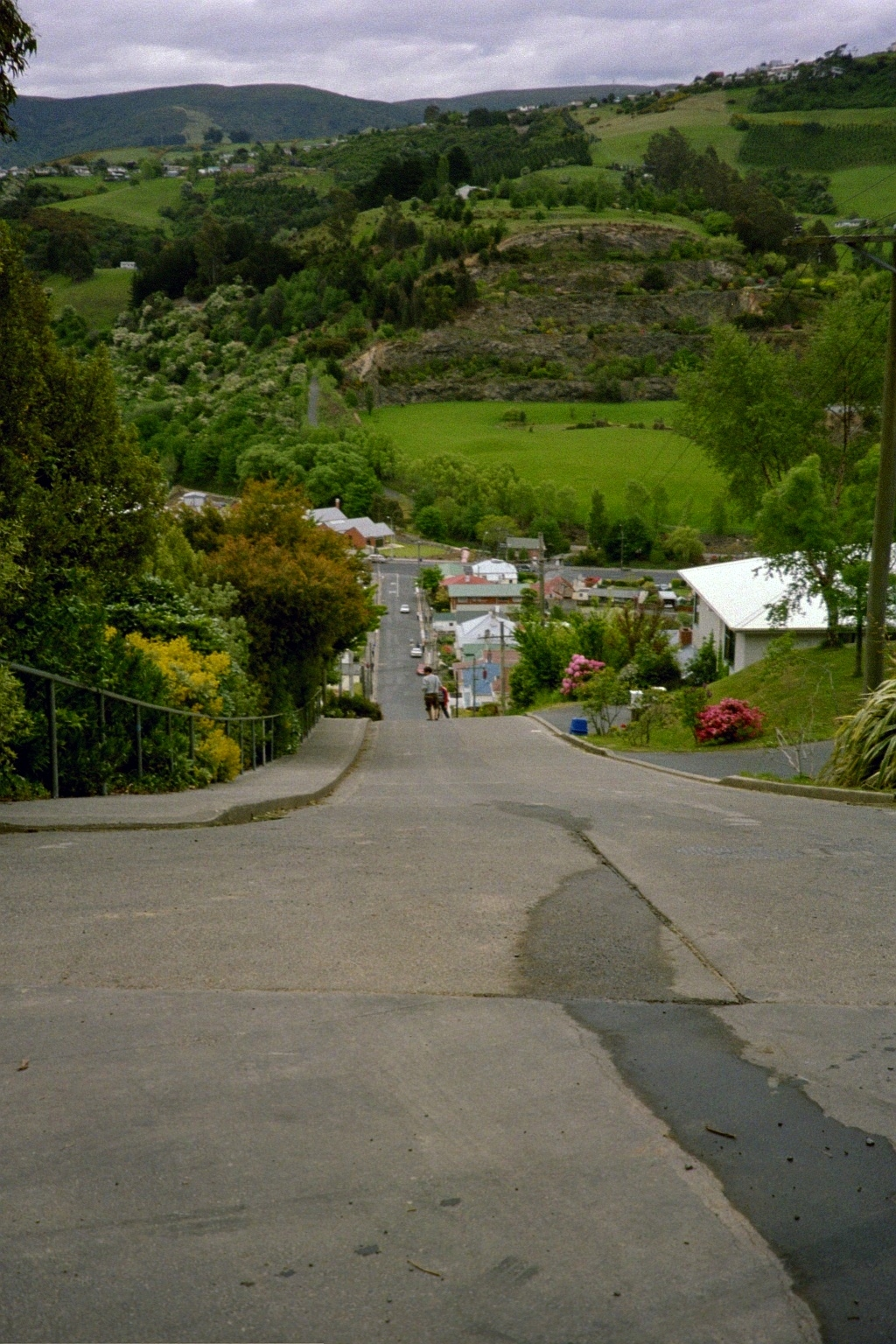
同左。
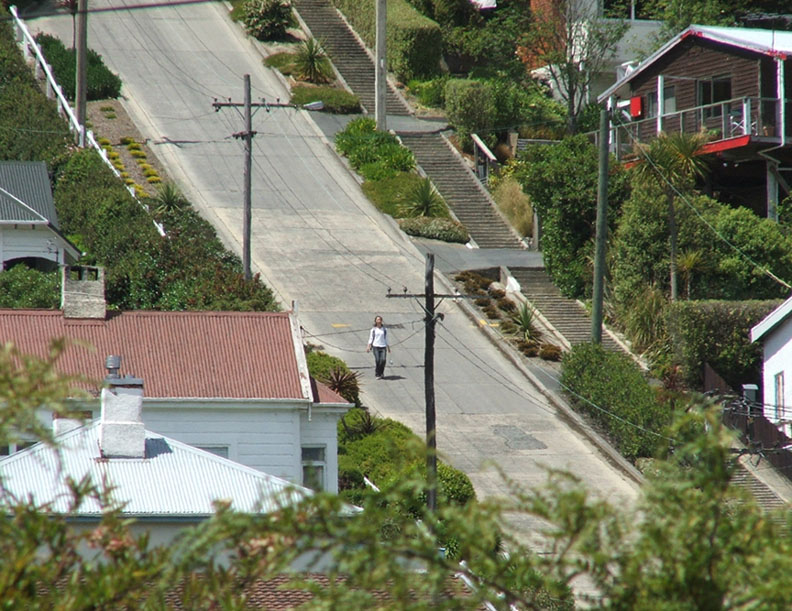
一名遊客走下街道。
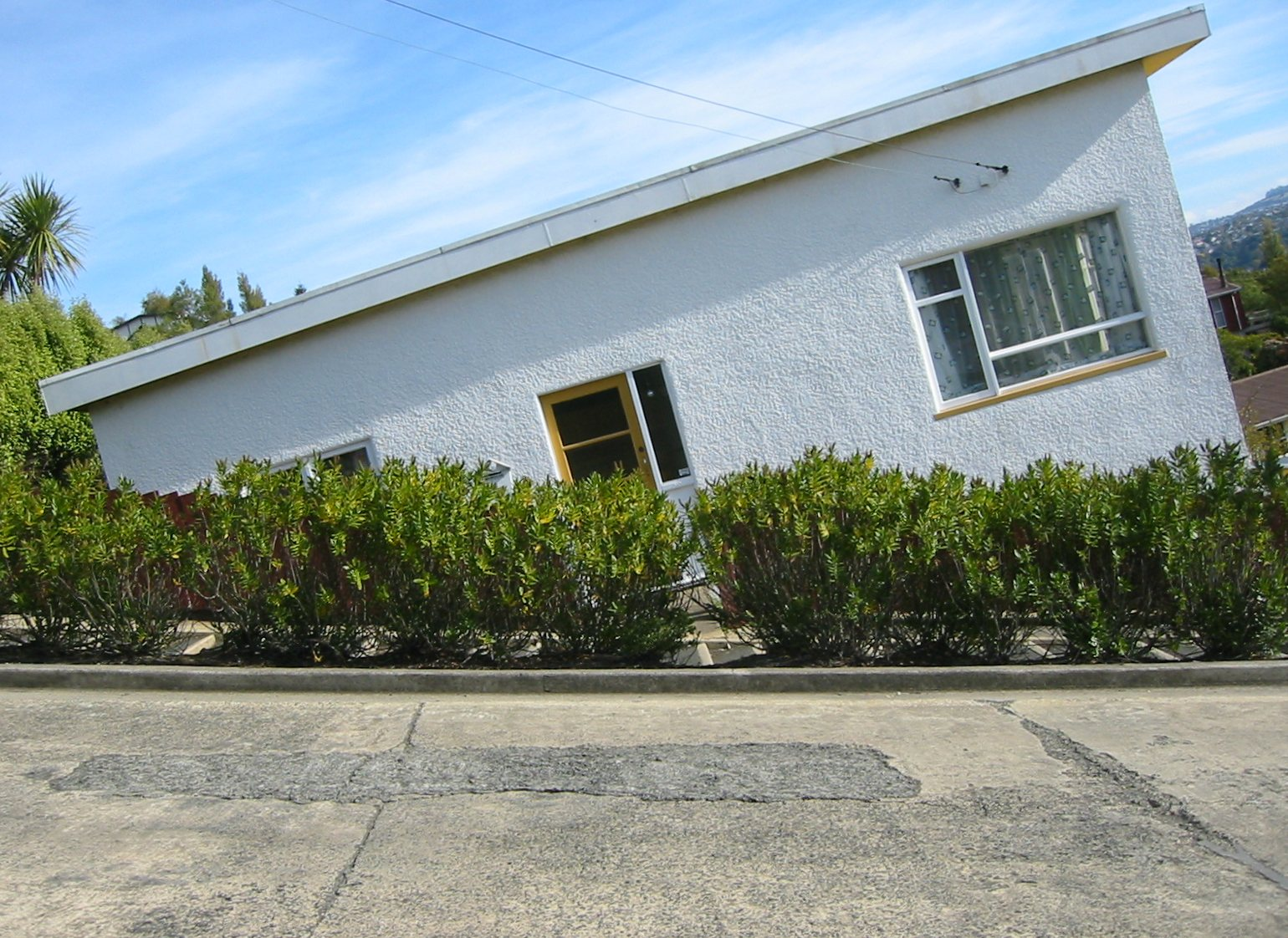
側拿相機把鮑德溫街拍成平的。
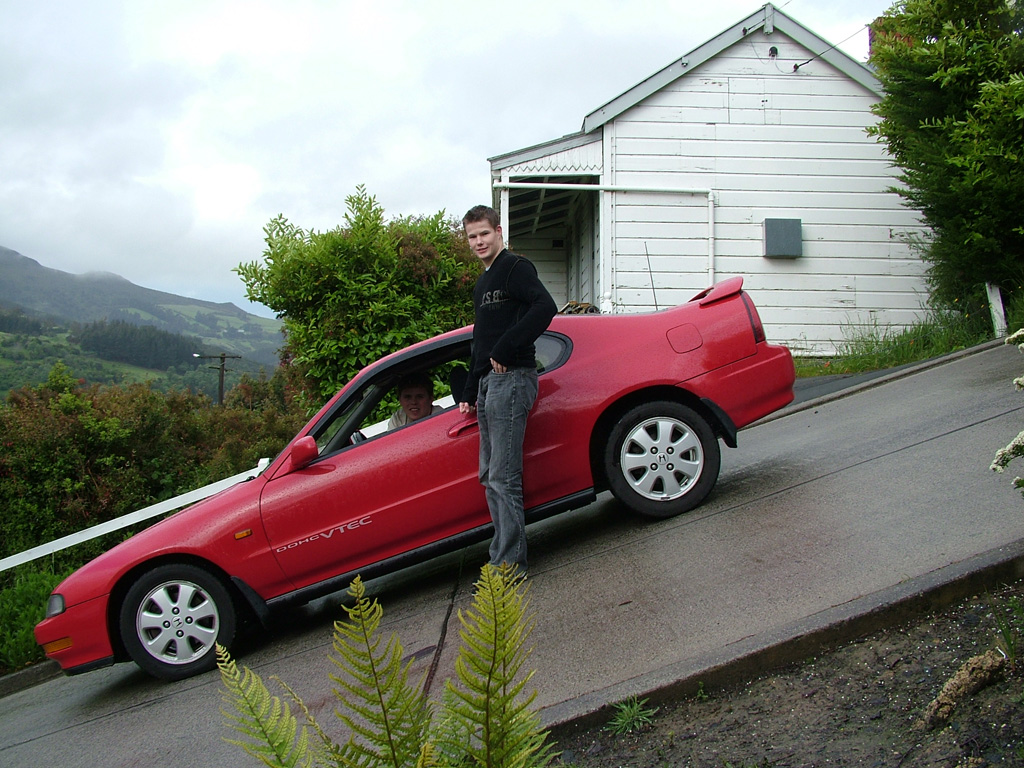
停在鮑德溫街的車。
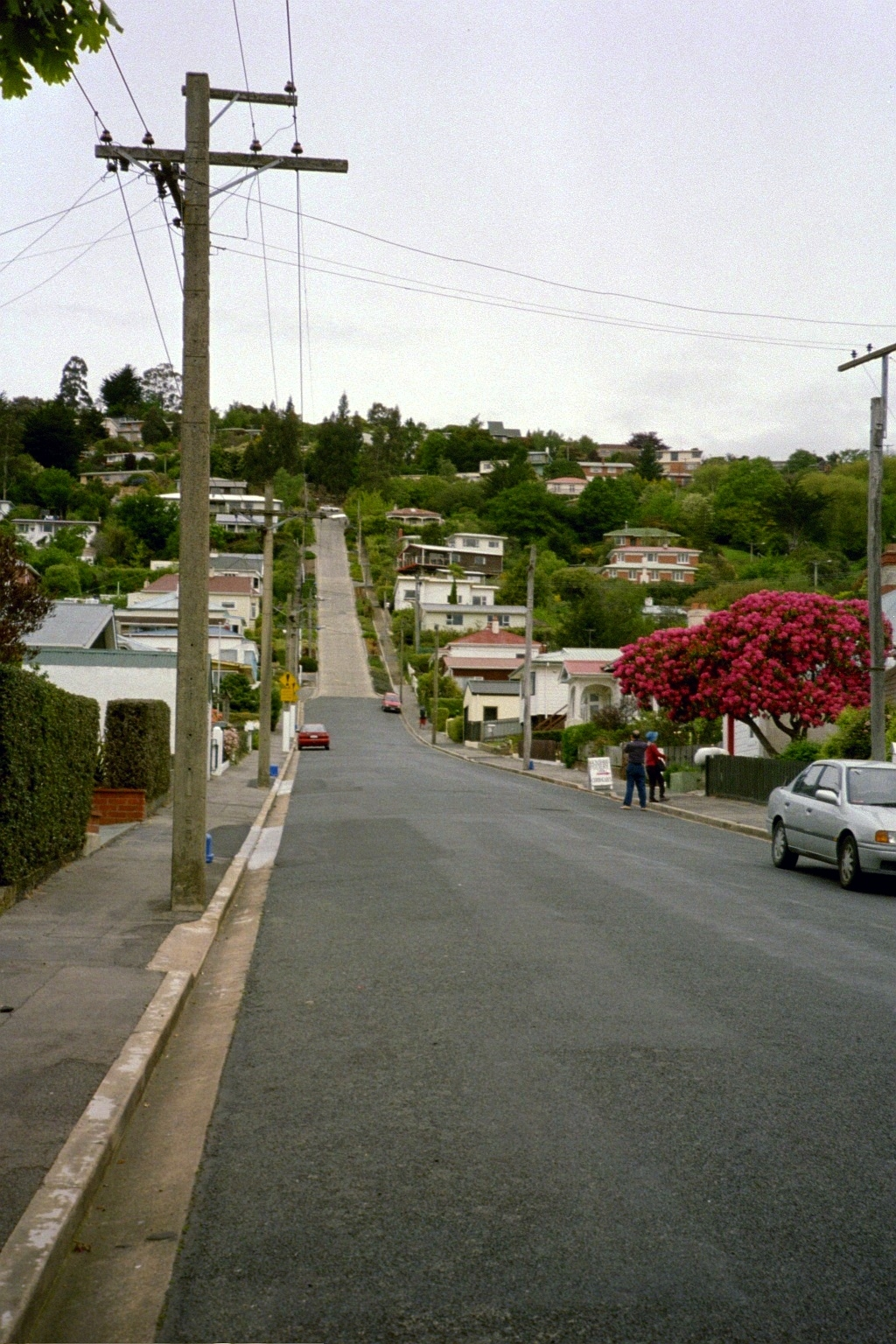
從街道入口往斜坡部分望去，可以看到瀝青和混凝土的交接點。

## 外部連結
- 鮑德溫街地圖 （页面存档备份，存于）
- 鮑德溫街 （页面存档备份，存于） - Google街景